# 明照寺 (さいたま市)
明照寺（みょうしょうじ）は、埼玉県さいたま市緑区にある曹洞宗の寺院。

## 歴史
創建年代は不明である。ただ当地を所領とする春日氏の祖春日行元が室町幕府初代将軍足利尊氏より当地を拝領した際に、既に「円福寺」として存在していたという。
その後、行元から6代目の子孫春日景定の代になって、自分の夫人の追福のために当寺を整備拡張し、その夫人の戒名（月宮院慶誉明正）から「明正寺」に改称した。現在の寺号は「明照寺」であるが、何故「正」から「照」に変更したのかは不明である。以降、春日氏が檀家となり、歴代の墓もある。

## 交通アクセス
- 浦和美園駅より徒歩10分。